# Призренски град
Призренски град или Утврђени град Каљаја је средњовековно утврђење у Призрену у коме се једно време налазила престоница Српског царства. Подигнуто је на брду изнад Бистрице око које се развило подграђе односно данашњи град. Прво утврђење су подигли Византинци, да би га Душан Силни додатно проширио, после чега су га Османлије преправљале током својих четири и по века владавине, давши му данашњи изглед. Од 1948. део је списка споменика културе од изузетног значаја у Србији.

## Прошлост тврђаве
Призрен (трг и тврђава над њим) се развио на трговачком путу који је долином Дрима повезивао Скадар односно Јадранско море са Метохијом односно унутрашњошћу Балканског полуострва, због чега је он био највеће трговачко средите у Метохији.
Сам Призрен развио се на темељима античког Теранда, док је свој рани средњовековни облик добио између VI и IX века. Под данашњим именом се први пут помиње 1019. године у доба Василија II (976—1025) у облику Приздријана. У њему је 1072. године за цара и настављача Самуиловог (976—1014) дела проглашен српски принц Бодин (1081—1101), током великог словенског устанка против Византије који је букнуо те године под вођством Ђорђа Војтеха у Скопљу.
Од времена Стевана Првовенчаног (1196—1223)налази се у саставу Србије, а његов значај се нарочито повећава током владавина краља Милутина (1282—1321) и српских царева Душана (1331—1355) и Уроша (1355—1371). Душан је проширио утврђење, а у његовој близини је подигао своју задужбину свете Архангеле заштитивши их подизањем Вишеграда. Током постојања српске царевине Призрен је једно време био царска престоница због чега се често назива српски Цариград.
Током распада српског царства град се од 1362. до 1372. године налазио у поседу Мрњавчевића (Вукашина (1366—1371) и Марка (1371—1395)), после чега га преузимају Балшићи до 1376. године. Потом се вероватно нашао у саставу државе Вука Бранковића (?-1398), али је тада већ почео да губи свој трговачки значај, јер се већ 1433. године помиње као напуштени трг.
Постоји несугласица око тога када су га коначно заузеле Османлије, тако да је он највероватније пао 21.06. 1455, иако има оних који на основу неких Османлијских извора његов пад смештају у 1459. годину. Током неколико векова турске окупације тврђава је доживела дограђивања у складу са развојем ватреног оружја, да би након ослобођења града у Првом балканском рату 1912. године утврђење напуштено.

## Изглед тврђаве
Призренски град је подигнут на узвишењу јужно од вароши. Има неправилан облик који прати зараван на којој је подигнут. Сачињава га:
- Велики град
- Виши град (југозападни део тврђаве)

док се као засебна целина издваја део на истоку, који вероватно потиче из средњег века.

## Тврђава данас
Тврђава је обновљена, према записима и историјским списима враћен јој је некадашњи изглед, може видети монументалност грађевине. Неимари који су се потрудили да обнове тврђаву у великој мери су успели да поврате изглед изворног средњовековног града као и број кула каснијих проширења. Ноћу је тврђава осветљена па се уочава из сваког дела Призрена.